# European Open 2017
European Open 2017 byl tenisový turnaj pořádaný jako součást mužského okruhu ATP World Tour, který se odehrával na krytých dvorcích s tvrdým povrchem v Lotto Arena. Probíhal mezi 16. až 22. říjnem 2017 v belgických Antverpách jako druhý ročník turnaje.
Turnaj s celkovým rozpočtem 660 375 eur patřil do kategorie ATP World Tour 250. Nejvýše nasazeným hráčem ve dvouhře se stal desátý tenista světa David Goffin z Belgie. Jako poslední přímý účastník do hlavní singlové soutěže nastoupil německý 107. hráč žebříčku Cedric-Marcel Stebe.
Šestnáctý singlový titul na okruhu ATP Tour získal Francouz Jo-Wilfried Tsonga. Premiérovou společnou trofej ze čtyřhry si odvezl americko-indický pár Scott Lipsky a Divij Šaran.

## Rozdělení bodů a finančních odměn

### Rozdělení bodů
| Soutěž  | vítězové | finalisté | semifinalisté | čtvrtfinalisté | 16 v kole | 32 v kole | Q  | Q3 | Q2 | Q1 |
| ------- | -------- | --------- | ------------- | -------------- | --------- | --------- | -- | -- | -- | -- |
| dvouhra | 250      | 150       | 90            | 45             | 20        | 0         | 12 | 6  | 0  | 0  |
| čtyřhra | 250      | 150       | 90            | 45             | 0         | —         | —  | —  | —  | —  |

### Finanční odměny
| Soutěž                              | vítězové | finalisté | semifinalisté | čtvrtfinalisté | 16 v kole | 32 v kole | Q2     | Q1     |
| ----------------------------------- | -------- | --------- | ------------- | -------------- | --------- | --------- | ------ | ------ |
| dvouhra                             | €105 045 | €55 325   | €29 970       | €17 075        | €10 060   | €5 960    | €2 680 | €1 340 |
| čtyřhra                             | €31 910  | €16 780   | €9 090        | €5 200         | €3 050    | —         | —      | —      |
| částka ve čtyřhře je uvedena na pár |          |           |               |                |           |           |        |        |

## Dvouhra

### Nasazení hráčů
| Země                         | Hráč                | ATP | Nasazení |
| ---------------------------- | ------------------- | --- | -------- |
| Belgie                       | David Goffin        | 10. | 1.       |
| Francie                      | Jo-Wilfried Tsonga  | 18. | 2.       |
| Austrálie                    | Nick Kyrgios        | 21. | 3.       |
| Argentina                    | Diego Schwartzman   | 26. | 4.       |
| Španělsko                    | David Ferrer        | 30. | 5.       |
| Uruguay                      | Pablo Cuevas        | 32. | 6.       |
| Francie                      | Benoît Paire        | 38. | 7.       |
| Ukrajina                     | Alexandr Dolgopolov | 41. | 8.       |
| Žebříček ATP k 9. říjnu 2017 |                     |     |          |

### Jiné formy účasti na turnaji
Následující hráči obdrželi divokou kartu do hlavní soutěže:
- Nick Kyrgios
- Frances Tiafoe
- Jo-Wilfried Tsonga

Následující hráči postoupili z kvalifikace:
- Kenny de Schepper
- Aldin Šetkić
- Stefano Travaglia
- Stefanos Tsitsipas

### Odhlášení
před začátkem turnaje
- Aljaž Bedene → nahradil jej  Peter Gojowczyk
- Kyle Edmund → nahradil jej  Ruben Bemelmans
- Richard Gasquet → nahradil jej  Cedrik-Marcel Stebe
- Gaël Monfils → nahradil jej  Julien Benneteau
- Donald Young → nahradil jej  Serhij Stachovskyj

### Skrečování
- Nikoloz Basilašvili (poranění pravého hlezna)[1]
- Ivo Karlović (poranění levého hlezna)[1]
- Cedrik-Marcel Stebe (poranění pravého zápěstí)[1]

## Čtyřhra

### Nasazení párů
| Země                                                                     | Hráč           | Země      | Hráč                   | ATP | Nasazení |
| ------------------------------------------------------------------------ | -------------- | --------- | ---------------------- | --- | -------- |
| USA                                                                      | Bob Bryan      | USA       | Mike Bryan             | 12. | 1.       |
| Chorvatsko                                                               | Ivan Dodig     | Španělsko | Marcel Granollers      | 31. | 2.       |
| Jižní Afrika                                                             | Raven Klaasen  | USA       | Rajeev Ram             | 37. | 3.       |
| Francie                                                                  | Fabrice Martin | Francie   | Édouard Roger-Vasselin | 61. | 4.       |
| Žebříček ATP k 9. říjnu 2017; číslo je součtem postavení obou členů páru |                |           |                        |     |          |

### Jiné formy účasti
Následující páry obdržely divokou kartu do hlavní soutěže:
- Steve Darcis /  Arthur De Greef
- Sander Gillé /  Joran Vliegen

## Přehled finále

### Mužská dvouhra
- Jo-Wilfried Tsonga vs.  Diego Schwartzman, 6–3, 7–5

### Mužská čtyřhra
- Scott Lipsky /  Divij Šaran vs.  Santiago González /  Julio Peralta, 6–4, 2–6, [10–5]